# Елсінор (Юта)
Елсінор (англ. Elsinore) — місто (англ. town) в США, в окрузі Севір штату Юта. Населення — 802 особи (2020).

## Географія
Елсінор розташований за координатами 38°40′59″ пн. ш. 112°8′56″ зх. д. / 38.68306° пн. ш. 112.14889° зх. д. (38.683068, -112.148912).  За даними Бюро перепису населення США в 2010 році місто мало площу 3,37 км², уся площа — суходіл.

## Демографія
Згідно з переписом 2010 року, у місті мешкало 847 осіб у 296 домогосподарствах у складі 220 родин. Густота населення становила 251 особа/км².  Було 321 помешкання (95/км²).
Расовий склад населення:
| - 93,6 % — білих - 2,0 % — корінних американців - 0,8 % — азіатів - 0,4 % — вихідців з тихоокеанських островів - 1,9 % — осіб інших рас |

До двох чи більше рас належало 1,3 %. Частка іспаномовних становила 5,3 % від усіх жителів.
За віковим діапазоном населення розподілялося таким чином: 30,5 % — особи молодші 18 років, 55,2 % — особи у віці 18—64 років, 14,3 % — особи у віці 65 років та старші. Медіана віку мешканця становила 33,0 року. На 100 осіб жіночої статі у місті припадало 89,9 чоловіків;  на 100 жінок у віці від 18 років та старших — 90,0 чоловіків також старших 18 років.
Середній дохід на одне домашнє господарство  становив 46 241 долар США (медіана — 36 583), а середній дохід на одну сім'ю — 50 831 долар (медіана — 41 250). За межею бідності перебувало 20,7 % осіб, у тому числі 28,6 % дітей у віці до 18 років та 24,0 % осіб у віці 65 років та старших.
Цивільне працевлаштоване населення становило 254 особи. Основні галузі зайнятості: освіта, охорона здоров'я та соціальна допомога — 22,8 %, роздрібна торгівля — 17,7 %, транспорт — 8,7 %, сільське господарство, лісництво, риболовля — 8,7 %.